# Opérateur bilaplacien
L'opérateur bilaplacien, ou opérateur biharmonique est, comme son nom le suggère, le nom donné à l'opérateur laplacien appliqué deux fois.

## Expression
Dans un système de coordonnées cartésiennes {\displaystyle x_{1},x_{2},...x_{n}}, le bilaplacien s'écrit
D'autre part, dans un espace euclidien de dimension {\displaystyle n}, la relation suivante est toujours vérifiée :
avec {\displaystyle r} la distance euclidienne :
Ainsi, la fonction {\displaystyle r\mapsto {\frac {1}{r}}} est biharmonique si et seulement si {\displaystyle n=3} ou {\displaystyle n=5}.

### En coordonnées cartésiennes
L'opérateur bilaplacien en trois dimensions {\displaystyle (x_{1},x_{2},x_{3})=(x,y,z)} s'exprime sous la forme
{\displaystyle \Delta ^{2}f={\partial ^{4}f \over \partial x^{4}}+{\partial ^{4}f \over \partial y^{4}}+{\partial ^{4}f \over \partial z^{4}}+2{\partial ^{4}f \over \partial x^{2}\partial y^{2}}+2{\partial ^{4}\varphi  \over \partial y^{2}\partial z^{2}}+2{\partial ^{4}\varphi  \over \partial x^{2}\partial z^{2}}.}

### En coordonnées polaires
L'opérateur bilaplacien en polaire en deux dimensions {\displaystyle (x_{1},x_{2})=(r,\theta )} s'exprime sous la forme
{\displaystyle \Delta ^{2}f={\frac {1}{r}}{\frac {\partial }{\partial r}}\left(r{\frac {\partial }{\partial r}}\left({\frac {1}{r}}{\frac {\partial }{\partial r}}\left(r{\frac {\partial f}{\partial r}}\right)\right)\right)+{\frac {2}{r^{2}}}{\frac {\partial ^{4}f}{\partial \theta ^{2}\partial r^{2}}}+{\frac {1}{r^{4}}}{\frac {\partial ^{4}f}{\partial \theta ^{4}}}-{\frac {2}{r^{3}}}{\frac {\partial ^{3}f}{\partial \theta ^{2}\partial r}}+{\frac {4}{r^{4}}}{\frac {\partial ^{2}f}{\partial \theta ^{2}}}}

## Référence
- (en) Eric W. Weisstein, « Biharmonic Operator », sur MathWorld